# Azar (calendario persa)
Azar es el noveno mes del calendario persa, vigente en Irán y Afganistán. Tiene una duración de 30 días, de los que el primero suele coincidir con el 22 de noviembre del calendario gregoriano, si bien la intercalación de un día cada cuatro años provoca variaciones de uno o dos días a este respecto. El 1 de azar de 1391, año kabisé (bisiesto) coincidió con el 21 de noviembre de 2012. Un año después, el 1 de azar de 1392 coincidirá con el 22 de noviembre de 2013. Azar es el último de los tres meses de otoño. Lo precede abán y lo sigue dey.
En Afganistán, azar recibe el nombre árabe de qaws (قوس, Sagitario), término corriente también en la astrología tradicional del mundo islámico. Otros pueblos iranios que usan el calendario persa llaman este mes sermawez (سەرماوەز, en kurdo), lindei (ليندۍ, en pastún), etc.
En Irán, son dignas de mencionar fechas señaladas del mes de azar como el día de las milicias basiyíes (día 5 del mes), el de la Armada (día 7), el de la Asamblea Consultiva Islámica (día 10) y el día del Estudiante (día 16), declarado este último en honor de tres universitarios muertos en dicha fecha de 1332 (1953, d. C.), en la represión de protestas contra la visita a Irán de Richard Nixon y la reanudación de los lazos diplomáticos con el Reino Unido después de que la Operación Ajax de la CIA derrocara al gobierno electo del primer ministro Mohammad Mosaddeq, que había nacionalizado el petróleo del país, y reinstaurara en el trono iraní a Mohammad Reza Pahlevi. El 16 de azar es habitualmente día de protestas de los estudiantes iraníes.